# 2032 Ethel
Ethel (asteróide 2032) é um asteróide da cintura principal com um diâmetro de 36,31 quilómetros, a 2,6540611 UA. Possui uma excentricidade de 0,1343692 e um período orbital de 1 960,92 dias (5,37 anos).
Ethel tem uma velocidade orbital média de 17,00997317 km/s e uma inclinação de 1,51923º.
Esse asteróide foi descoberto em 30 de Julho de 1970 por Tamara Smirnova.